# Cleveland Buckner
Cleveland Buckner (Yazoo City, Misisipi, 17 de agosto de 1938-Jackson, Misisipi, 5 de octubre de 2006) fue un jugador de baloncesto estadounidense que disputó dos temporadas en la NBA. Con 2,06 metros de estatura, jugaba en la posición de ala-pívot.

## Trayectoria deportiva

### Universidad
Jugó durante su etapa universitaria con los Tigers de la Universidad de Jackson State, siendo el segundo jugador de dicha institución en lograr acceder a la NBA.

### Profesional
Fue elegido en la quincuagésimo primera posición del Draft de la NBA de 1961 por New York Knicks, donde en su primera temporada promedió 6,4 puntos y 3,8 rebotes por partido. Esa temporada tuvo el dudoso honor de ser uno de los jugadores que defendió a Wilt Chamberlain en el famoso partido de los 100 puntos.
Al año siguiente jugó únicamente seis partidos antes de ser despedido.

## Estadísticas de su carrera en la NBA

### Temporada regular
| Temporada | Edad | Equipo          | Liga | P  | TIT | MIN  | TC  | TCA | %TC  | 3P | 3PA | %3P | TL  | TLA | %TL  | R.OF. | R.DEF. | REB | ASIS | ROB | TAP | PER | FP  | PTS |
| 1961-62   | 23   | New York Knicks | NBA  | 62 |     | 11.2 | 2.5 | 5.9 | .431 |    |     |     | 1.3 | 2.1 | .624 |       |        | 3.8 | 0.6  |     |     |     | 1.8 | 6.4 |
| 1962-63   | 24   | New York Knicks | NBA  | 6  |     | 4.5  | 0.8 | 1.7 | .500 |    |     |     | 0.3 | 0.7 | .500 |       |        | 0.7 | 0.8  |     |     |     | 1.0 | 2.0 |
| Total     |      |                 | NBA  | 68 |     | 10.6 | 2.4 | 5.5 | .432 |    |     |     | 1.3 | 2.0 | .620 |       |        | 3.5 | 0.6  |     |     |     | 1.8 | 6.0 |